# Putulik
Putulik, tidigare benämnd Hat Island, är en ö i Kanada.   Den ligger i territoriet Nunavut, i den nordöstra delen av landet, 2 900 km nordväst om huvudstaden Ottawa. Arean är 27,9 kvadratkilometer.
Terrängen på Putulik är mycket platt. Öns högsta punkt är 30 meter över havet. Den sträcker sig 9,1 kilometer i nord-sydlig riktning, och 5,1 kilometer i öst-västlig riktning.